# Chungcheong Południowy
Chungcheong Południowy (kor. 충청남도)  – prowincja położona w zachodniej części Korei Południowej. Została utworzona w 1896 roku z południowo-zachodniej części dawnej prowincji Chungcheong. Stolicą jest miasto metropolia Daejeon, które jest osobno zarządzane przez władze metropolii.

## Geografia
Prowincja jest częścią regionu Hoseo. Zachodnią granicę wyznacza Morze Żółte, z północy prowincja Gyeonggi, od południa Jeolla Północna a ze wschodu Chungcheong Północny.

## Produkty
Jedną trzecią powierzchni prowincji zajmują uprawy. Ważnym źródłem dochodu jest także rybołówstwo. Na 220 km² plaż odzyskuje się sól z wody morskiej. Znajdują się tu kopalnie węgla, jak również złota, srebra oraz znaleziono złoża monacytu i cyrkonu.

## Atrakcje
Najwyższym wzniesieniem jest znajdująca się w parku narodowym góra Gyeryong. Park ten słynie też ze swoich formacji skalnych oraz starych świątyń. W roku 1978 otworzono Morski Park Narodowy Tean, zawierający kilka najładniejszych plaż koreańskich.

## Podział administracyjny
Prowincja Chungcheong Południowy podzielona jest na 8 miast (kor. si) i 7 powiatów (kor. gun).

### Miasta
- Asan (아산시, 牙山市)
- Boryeong (보령시, 保寧市)
- Cheonan (천안시, 天安市)
- Gongju (공주시, 公州市)
- Nonsan (논산시, 論山市)
- Seosan (서산시, 瑞山市)
- Gyeryong (계룡시, 鷄龍市)
- Dangjin (당진시, 唐津市)

### Powiaty
- Buyeo (부여군, 扶餘郡)
- Cheongyang (청양군, 靑陽郡)
- Geumsan (금산군, 錦山郡)
- Hongseong (홍성군, 洪城郡)
- Seocheon (서천군, 舒川郡)
- Taean (태안군, 泰安郡)
- Yesan (예산군, 禮山郡)

## Klasztory buddyjskie
- Gap sa
- Magok sa
- Muryang sa
- Sinwon sa
- Sudeok sa
- Taego sa
- Donghak sa